# Campionati europei di slittino 2024
I Campionati europei di slittino 2024 furono la cinquantacinquesima edizione della rassegna continentale europea dello slittino, manifestazione organizzata dalla Federazione Internazionale Slittino. Si tennero il 13 ed il 14 gennaio 2024 ad Innsbruck, in Austria, sulla Pista olimpica di Igls, la stessa sulla quale si svolsero le competizioni continentali del 1951 e del 1990; furono disputate gare in cinque differenti specialità: nel singolo femminile, nel singolo maschile, nel doppio femminile, nel doppio maschile e nella prova a squadre.
Questa competizione avrebbe dovuto svolgersi inizialmente il 10 e l'11 febbraio, tuttavia, a causa della prevista ristrutturazione della pista austriaca, fu anticipata a gennaio.
Anche per questa edizione degli europei, come già accaduto in quella precedente, nessuno slittinista russo poté prendere parte alle gare; il congresso della FIL confermò infatti la decisione presa dal proprio comitato esecutivo, che escluse gli atleti russi da tutte le competizioni disputate sotto la sua egida a causa dell'invasione dell'Ucraina da parte della Russia.
Questa rassegna continentale, come ormai da prassi iniziata nella rassegna di Paramonovo 2012, si svolse con la modalità della "gara nella gara" contestualmente alla quarta tappa della Coppa del Mondo 2023/24 premiando gli atleti europei meglio piazzati nelle suddette cinque discipline; inoltre, sulla base di quegli stessi risultati, furono assegnati anche i titoli europei under 23 sia nelle prove del singolo sia in quelle del doppio.
Vincitrice del medagliere fu la nazionale austriaca, che conquistò quattro titoli sui cinque in palio e cinque medaglie delle quindici assegnate in totale: quelle d'oro furono ottenute da Madeleine Egle nell'individuale femminile, da Jonas Müller nel singolo uomini, da Thomas Steu e Wolfgang Kindl nel doppio maschile e dagli stessi Madeleine Egle, Steu, Kindl, Müller, Selina Egle e Lara Kipp nella prova a squadre; nella gara a coppie femminile il primo posto fu appannaggio delle tedesche Jessica Degenhardt e Cheyenne Rosenthal. Gli atleti che riuscirono a salire per due volte sul podio in questa rassegna continentale, oltre ai già citati austriaci Madeleine Egle, Thomas Steu, Wolfgang Kindl e Jonas Müller che conquistarono due medaglie d'oro, furono i tedeschi Julia Taubitz, Tobias Wendl, Tobias Arlt, Max Langenhan, Jessica Degenhardt e Cheyenne Rosenthal e le italiane Andrea Vötter e Marion Oberhofer.

## Risultati

### Singolo donne
La gara fu disputata il 13 gennaio 2024 nell'arco di due manches e presero parte alla competizione 27 atlete in rappresentanza di 12 differenti nazioni. Campionessa uscente era la tedesca Anna Berreiter, che concluse la prova al terzo posto, ed il titolo fu conquistato dall'austriaca Madeleine Egle, già medaglia d'argento continentale nella specialità a Sankt Moritz 2022, davanti all'altra teutonica Julia Taubitz, anche lei già una volta seconda nel singolo in un europeo a Lillehammer 2020.
La speciale classifica riservata alle atlete under 23 vide primeggiare l'italiana Verena Hofer sulle tedesche Merle Fräbel e Melina Fischer, classificatesi rispettivamente sesta, undicesima e tredicesima nella gara senior.
| Pos. | Atlete            | Nazione  | Tempo    | Distacco |
| ---- | ----------------- | -------- | -------- | -------- |
|      | Madeleine Egle    | Austria  | 1'19"200 | –        |
|      | Julia Taubitz     | Germania | 1'19"224 | +0"024   |
|      | Anna Berreiter    | Germania | 1'19"439 | +0"239   |
| 4    | Lisa Schulte      | Austria  | 1'19"493 | +0"293   |
| 5    | Elīna Ieva Vītola | Lettonia | 1'19"686 | +0"486   |
| 6    | Verena Hofer      | Italia   | 1'19"755 | +0"555   |
| 7    | Hannah Prock      | Austria  | 1'19"843 | +0"643   |
| 8    | Kendija Aparjode  | Lettonia | 1'19"878 | +0"678   |
| 9    | Natalie Maag      | Svizzera | 1'19"928 | +0"728   |
| 10   | Sandra Robatscher | Italia   | 1'19"938 | +0"738   |

### Singolo uomini
La gara fu disputata il 14 gennaio 2024 nell'arco di due manches e presero parte alla competizione 30 atleti in rappresentanza di 12 differenti nazioni; campione uscente era il tedesco Max Langenhan, che concluse la prova al terzo posto, ed il titolo fu conquistato dall'austriaco Jonas Müller, al suo primo podio continentale nella specialità, davanti al connazionale Nico Gleirscher, già medaglia di bronzo europea nel singolo a Sankt Moritz 2022.
La speciale classifica riservata agli atleti under 23 vide primeggiare il lettone Gints Bērziņš sul tedesco Timon Grancagnolo e sull'italiano Lukas Peccei, classificatisi rispettivamente decimo, tredicesimo e quattordicesimo nella gara senior.
| Pos. | Atleti              | Nazione  | Tempo    | Distacco |
| ---- | ------------------- | -------- | -------- | -------- |
|      | Jonas Müller        | Austria  | 1'38"655 | –        |
|      | Nico Gleirscher     | Austria  | 1'38"981 | +0"326   |
|      | Max Langenhan       | Germania | 1'39"083 | +0"428   |
| 4    | Kristers Aparjods   | Lettonia | 1'39"154 | +0"499   |
| 5    | David Gleirscher    | Austria  | 1'39"199 | +0"544   |
| 6    | Wolfgang Kindl      | Austria  | 1'39"248 | +0"593   |
| 7    | Dominik Fischnaller | Italia   | 1'39"308 | +0"653   |
| 8    | Felix Loch          | Germania | 1'39"339 | +0"684   |
| 9    | Leon Felderer       | Italia   | 1'40"020 | +1"365   |
| 10   | Gints Bērziņš       | Lettonia | 1'40"126 | +1"471   |

### Doppio donne
La gara fu disputata il 13 gennaio 2024 nell'arco di due manches e presero parte alla competizione 28 atlete in rappresentanza di 8 differenti nazioni; campionesse uscenti erano le italiane Andrea Vötter e Marion Oberhofer, che conclusero la prova al secondo posto, ed il titolo fu conquistato dalle tedesche Jessica Degenhardt e Cheyenne Rosenthal, già medaglie di bronzo nel doppio nella scorsa edizione, mentre terze giunsero le lettoni Marta Robežniece e Kitija Bogdanova, al loro primo podio continentale nella specialità.
La speciale classifica riservata alle atlete under 23 vide primeggiare le lettoni Marta Robežniece e Kitija Bogdanova sulle due coppie austriache formate da Lisa Zimmermann e Dorothea Schwarz e da Selina Egle e Lara Kipp, classificatesi rispettivamente terze, seste e settime nella gara senior.
| Pos. | Atlete                                       | Nazione  | Tempo    | Distacco |
| ---- | -------------------------------------------- | -------- | -------- | -------- |
|      | Jessica Degenhardt Cheyenne Rosenthal        | Germania | 1'20"178 | –        |
|      | Andrea Vötter Marion Oberhofer               | Italia   | 1'20"192 | +0"014   |
|      | Marta Robežniece Kitija Bogdanova            | Lettonia | 1'20"438 | +0"260   |
| 4    | Anda Upīte Zane Kaluma                       | Lettonia | 1'20"479 | +0"301   |
| 5    | Dajana Eitberger Saskia Schirmer             | Germania | 1'20"678 | +0"500   |
| 6    | Lisa Zimmermann Dorothea Schwarz             | Austria  | 1'20"692 | +0"514   |
| 7    | Selina Egle Lara Kipp                        | Austria  | 1'20"695 | +0"517   |
| 8    | Elisa-Marie Storch Pauline Patz              | Germania | 1'20"923 | +0"745   |
| 9    | Viktorija Ziediņa Selīna Zvilna              | Lettonia | 1'21"048 | +0"870   |
| 10   | Raluca Strămăturaru Mihaela-Carmen Manolescu | Romania  | 1'21"141 | +0"963   |

### Doppio uomini
La gara fu disputata il 13 gennaio 2024 nell'arco di due manches e presero parte alla competizione 38 atleti in rappresentanza di 8 differenti nazioni; campioni uscenti erano i tedeschi Tobias Wendl e Tobias Arlt, che conclusero la prova al terzo posto, ed il titolo fu conquistato dagli austriaci Thomas Steu e Wolfgang Kindl, al loro primo podio continentale nella specialità, davanti ai lettoni Mārtiņš Bots e Roberts Plūme, già altre tre volte a medaglia nel doppio in un europeo.
La speciale classifica riservata agli atleti under 23 vide primeggiare gli austriaci Juri Gatt e Riccardo Schöpf sui lettoni Raimonds Baltgalvis e Vitālijs Jegorovs e sui tedeschi Moritz Jäger e Valentin Steudte, classificatisi rispettivamente ottavi, decimi ed undicesimi nella gara senior.
| Pos. | Atleti                                | Nazione  | Tempo    | Distacco |
| ---- | ------------------------------------- | -------- | -------- | -------- |
|      | Thomas Steu Wolfgang Kindl            | Austria  | 1'18"690 | –        |
|      | Mārtiņš Bots Roberts Plūme            | Lettonia | 1'18"862 | +0"172   |
|      | Tobias Wendl Tobias Arlt              | Germania | 1'18"986 | +0"296   |
| 4    | Hannes Orlamünder Paul Gubitz         | Germania | 1'19"080 | +0"390   |
| 5    | Emanuel Rieder Simon Kainzwaldner     | Italia   | 1'19"087 | +0"397   |
| 6    | Yannick Müller Armin Frauscher        | Austria  | 1'19"305 | +0"615   |
| 7    | Ivan Nagler Fabian Malleier           | Italia   | 1'19"311 | +0"621   |
| 8    | Juri Gatt Riccardo Schöpf             | Austria  | 1'19"586 | +0"896   |
| 9    | Ludwig Rieder Lukas Gufler            | Italia   | 1'19"623 | +0"933   |
| 10   | Raimonds Baltgalvis Vitālijs Jegorovs | Lettonia | 1'19"656 | +0"966   |

### Gara a squadre
La gara fu disputata il 14 gennaio 2024 ed ogni squadra nazionale prese parte alla competizione con un'unica formazione; nello specifico la prova vide la partenza di una "staffetta" composta da una singolarista donna, un doppio maschile, un singolarista uomo ed un doppio femminile, che scesero lungo il tracciato consecutivamente senza interruzione dei tempi tra un componente e l'altro per ognuna delle 7 formazioni in gara; il tempo totale così ottenuto laureò campione la nazionale austriaca di Madeleine Egle, Thomas Steu, Wolfgang Kindl, Jonas Müller, Selina Egle e Lara Kipp davanti alla squadra tedesca composta da Julia Taubitz, Tobias Wendl, Tobias Arlt, Max Langenhan, Jessica Degenhardt e Cheyenne Rosenthal ed a quella italiana formata da Verena Hofer, Emanuel Rieder, Simon Kainzwaldner, Dominik Fischnaller, Andrea Vötter e Marion Oberhofer.
| Pos. | Nazione  | Atleti | Tempo    | Distacco |
| ---- | -------- | --- | -------- | -------- |
|      | Austria  | Madeleine Egle Thomas Steu / Wolfgang Kindl Jonas Müller Selina Egle / Lara Kipp                                             | 2'52"190 | –        |
|      | Germania | Julia Taubitz Tobias Wendl / Tobias Arlt Max Langenhan Jessica Degenhardt / Cheyenne Rosenthal                               | 2'52"376 | +0"186   |
|      | Italia   | Verena Hofer Emanuel Rieder / Simon Kainzwaldner Dominik Fischnaller Andrea Vötter / Marion Oberhofer                        | 2'52"651 | +0"461   |
| 4    | Lettonia | Elīna Ieva Vītola Mārtiņš Bots / Roberts Plūme Kristers Aparjods Marta Robežniece / Kitija Bogdanova                         | 2'53"285 | +1"095   |
| 5    | Ucraina  | Julianna Tunyc'ka Ihor Hoj / Nasarij Kačmar Andrij Mandzij Olena Stec'kiv / Oleksandra Moch                                  | 2'55"489 | +3"299   |
| 6    | Romania  | Ioana-Corina Buzatoiu Tudor-Ștefan Handaric / Sebastian Motzca Valentin Crețu Raluca Strămăturaru / Mihaela-Carmen Manolescu | 2'56"038 | +3"848   |
| 7    | Polonia  | Klaudia Domaradzka Wojciech Chmielewski / Jakub Kowalewski Mateusz Sochowicz Nikola Domowicz / Dominika Piwkowska            | 2'56"223 | +4"033   |

## Medagliere
| Pos.   | Nazione  | Oro | Argento | Bronzo | Totale |
| ------ | -------- | --- | ------- | ------ | ------ |
| 1      | Austria  | 4   | 1       | 0      | 5      |
| 2      | Germania | 1   | 2       | 3      | 6      |
| 3      | Italia   | 0   | 1       | 1      | 2      |
| 3      | Lettonia | 0   | 1       | 1      | 2      |
| Totale | Totale   | 5   | 5       | 5      | 15     |